# كلفن سميث
كلفن سميث (بالإنجليزية: Kelvin Smith)‏ (5 سبتمبر 1994 بأديلايد في أستراليا - ) هو لاعب كريكت أسترالي. لعب مع فريق جنوب أستراليا للكريكت ‏ وAdelaide Strikers ‏ وMelbourne Renegades ‏.

## وصلات خارجية
- كلفن سميث على موقع إي آس بي آن كريك إنفو (الإنجليزية)